# Rothenberg (Obermichelbach)
Rothenberg (fränkisch: Rohdn-beach) ist ein Gemeindeteil der Gemeinde Obermichelbach im Landkreis Fürth (Mittelfranken, Bayern). Rothenberg liegt in der Gemarkung Obermichelbach.

## Geographie
Das Dorf liegt im Rangau je etwa zwei Kilometer südöstlich von Obermichelbach und nordwestlich von Atzenhof, einem Stadtteil von Fürth. Es ist weitestgehend von Acker- und Grünland mit vereinzeltem Baumbestand umgeben. Im Norden wird die Flur Weiherfeld genannt, im Nordosten Steinbitze. Im Süden fällt das Gelände ins Zenntal ab.
Eine Gemeindeverbindungsstraße führt nach Ritzmannshof (1 km südöstlich) bzw. nach Obermichelbach zur Kreisstraße FÜ 17 (1,6 km nordwestlich).

## Geschichte
Die Pfarrei Herzogenaurach übertrug 1337 22 Orte dem Heilig-Geist-Spital Nürnberg, darunter sehr wahrscheinlich auch Obermichelbach, Untermichelbach und Rothenberg.
1348 wurde der Ort im Urbar des Hochstifts Bamberg als „Rotenberch“ erstmals urkundlich erwähnt. Der Ortsname leitet sich von einem gleichlautenden Flurnamen ab. 1396 erscheint der Ort im Berg’schen Reichslehenbuch. Im Salbuch des Amtes Cadolzburg wurden 1464 „Obermichelbach“, „Nydernmichelbach“ und „Rotperg“ genannt. Im Dreißigjährigen Krieg brannten 1634 Obermichelbach und Rothenberg nieder.
Gegen Ende des 18. Jahrhunderts gab es in Rothenberg 7 Anwesen. Das Hochgericht und die Dorf- und Gemeindeherrschaft übte das brandenburg-ansbachische Stadtvogteiamt Langenzenn aus. Grundherren waren das brandenburg-ansbachische Kastenamt Cadolzburg (1 Hof, 2 Güter, 1 Hirtenhaus), der Bürger Dr. Linck (1 Halbhof), der Kriegsrat Keerl (1 Halbhof) und der Nürnberger Eigenherr von Imhoff (1 Gut). 1801 gab es im Ort 6 Anwesen, von denen 2 ansbachisch und 4 Fremdherren unterstanden.
Von 1797 bis 1808 unterstand der Ort dem Justiz- und Kammeramt Cadolzburg. Im Rahmen des Gemeindeedikts wurde Rothenberg dem 1808 gebildeten Steuerdistrikt Obermichelbach zugeordnet. Es gehörte der im selben Jahr gebildeten Ruralgemeinde Obermichelbach an.
Am 17. April 1945 endet für den Ort der Zweite Weltkrieg mit der Besetzung durch die Truppen der United States Army.

### Einwohnerentwicklung
| Jahr      | 001818 | 001840 | 001861 | 001871 | 001885 | 001900 | 001925 | 001950 | 001961 | 001970 | 001987 | 002022 |
| Einwohner | 59     | 93     | 80     | 89     | 95     | 106    | 87     | 115    | 96     | 120    | 418    | 598    |
| Häuser    | 9      | 11     |        |        | 12     | 14     | 13     | 13     | 18     |        | 118    |        |
| Quelle    | [ 12 ] | [ 13 ] | [ 14 ] | [ 15 ] | [ 16 ] | [ 17 ] | [ 18 ] | [ 19 ] | [ 20 ] | [ 21 ] | [ 22 ] | [ 1 ]  |

## Religion
Der Ort ist seit der Reformation evangelisch-lutherisch geprägt und bis heute nach Heilig Geist (Obermichelbach) gepfarrt. Die Einwohner römisch-katholischer Konfession sind nach Heilig Geist (Veitsbronn) gepfarrt.